# Владимир Руждьяк

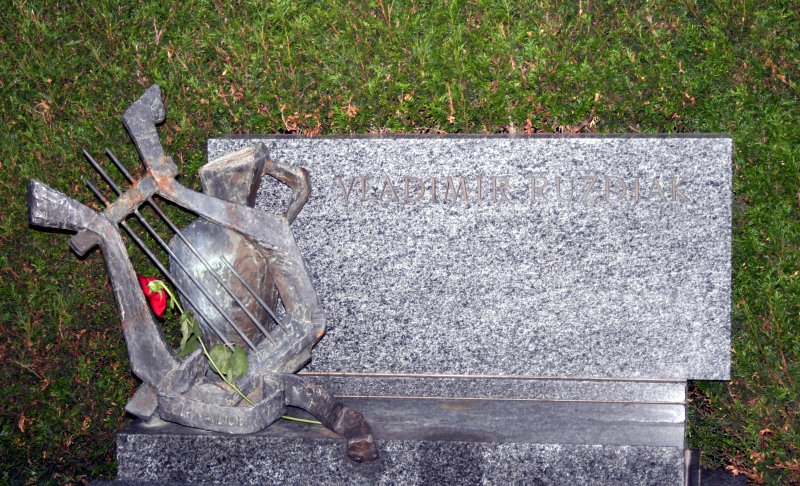
Могила Владимира Руждьяка

Владимир Руждьяк (хорв. Vladimir Ruždjak; 21 вересня 1922, Загреб — 9 листопада 1987, Загреб) — хорватський співак (баритон), оперний режисер і композитор. 
У 1946 році закінчив Музичну академію в Загребі у М. Рейзера (спів). Дебютував у 1946 році у Національному театрі у Загребі (співав там у 1947—54 роках). Соліст оперних театрів у Гамбурзі (1954—72, з перервами, з 1969 — «камерзінгер»), Сан-Франциско (1961), Нью-Йорку («Метрополітен-опера», 1962—64), Лондоні (1966). З 1970 року — професор по класу співу у загребській Музичній академії. Гастролював у багатьох країнах, у тому числі у СРСР (1967), брав участь у музичних фестивалях. 
Серед партій — Нікола Шубич-Зрінський (однойменна опера Івана Зайца), Євгеній Онєгін, Князь Ігор, Ріголетто, Жермон, Фігаро; Голо («Пеллеас і Мелізанда» Клода Дебюссі). Виступав у концертах. Поставив опери «Порін» Лисинського, «Пеллеас і Мелізанда»; «Попелюшка» Джоаккіно Россіні та інші.
Твори
- сюїта для малого оркестру (1948), п'єса (музична казка) для оркестру Їжаковий будиночок (Jezeva kucica);
- квінтет для духових (1949);
- для хору з оркестром — Істрійська сюїта (1948), Нічні пісеньки (Nocne pjesmice, 1950), Пригірські пісні (1951);
- хори a cappella;
- романси, дитячі пісні;
- обрядові народні пісні для голосу з фортепіано.